# Refeia
refeia（日语：レフェイア，1976年—），日本自由插畫家。男性。出身於岐阜縣。直到2007年，他使用的另一個筆名是，或是巳島。

## 來歷、人物
獲得工程碩士學位後，他一直擔任研發工程師，直到2006年3月轉行成為插畫家。他主要負責曉WORKS的成人遊戲和輕小說的插畫工作。
他曾擔任雜誌《Gamelabo》（三才Books）「萌！CG教室」專欄的講師，任期從2010年4月到2012年6月，並且是該專欄第一位將連載內容結集成書的講師，書名為《萌的CG教室教學》（全2冊）。此外，2013年春天，他被聘為東洋美術學校的兼職講師，上述兩本書都被用作該校的教材（他本人在Twitter上表示「『教科書』真的成教科書了」）。

## 作品列表

### 遊戲原畫
- （曉WORKS）
- DEVILS DEVEL CONCEPT（曉WORKS）
- （propeller）

### 插圖
- （著：七飯宏隆，〈電擊文庫〉）
- （著：響遊，〈富士見Fantasia文庫〉）
- （著：伊都工平，〈MF文庫J〉）
- （〈一迅社文庫〉）
- 疾走、攻擊！（日语：疾走れ、撃て!）（著：神野翁（日语：神野オキナ），〈MF文庫J〉）
- （著：大西科學，〈GA文庫〉）
- 覺醒遺傳子（著：中村一（日语：中村一 (作家)），〈電擊文庫〉）
- （著：夜空野貓、監修：。）
- 也許是現在進行式的黑歷史（日语：あるいは現在進行形の黒歴史）（著：淡群赤光，〈GA文庫〉）
- （著：藤春都，〈HJ文庫〉）
- （著：來田志郎，〈電擊文庫〉）
- 聖劍使的禁咒詠唱[1]（著：淡群赤光，〈GA文庫〉）
- （著：筧滿，〈富士見Fantasia文庫〉）
- 我們的中二病才剛又要開始呢！（著：昨坂誠，〈講談社輕小說文庫〉）
- 16:00的召喚魔法（著：木緒那智（日语：木緒なち），〈OVERLAP文庫〉）
- （著：嵯峨伊緒，〈電擊文庫〉）

### 漫畫
- （Livedoor Daily 4格（日语：livedoor デイリー4コマ） 2nd）
- （季刊GELATIN）

### 人物設定
- （DLsite Maniax & Home）
- Geleemix（日语：じゅれみっくす）（瀨戶農產物加工企業組合）
- （more@Games！）
- 戀研！（日语：こいけん!）（Vector（日语：ベクター (企業)））
- 天華百劍 -斬-（DeNA）
- （livedoor Blog管理畫面角色、livedoor Clip（日语：livedoor クリップ） 數據集形象角色／livedoor／NHN JAPAN（日语：NHN Japan））
  - 相關書籍：（三才Books（日语：三才ブックス））ISBN 9784861992209

### 畫冊
- q-o ‐refeia visual record‐（廣濟堂出版）ISBN 978-4-33190-119-9

### 其它
- 萌的CG教室教學 CG插圖步驟提升指南（三才Books（日语：三才ブックス））

1. ISBN 978-4-86199-350-3
2. 應用篇 ISBN 978-4-86199-505-7
3. 增補改訂版 ISBN 978-4-86673-048-6

## 外部連結
- rumblefish （日語）—refeia的官方個人部落格。
- Refeia的X（前Twitter） （日語）